# Костенко, Анастасия Ярославовна
Анастаси́я Яросла́вовна Костенко (29 марта 1994, город Сальск, Ростовская область, Россия) — российская модель, вторая вице-мисс Россия 2014 года и участница международного конкурса красоты «Мисс мира — 2014» в Лондоне.

## Биография
Родилась 29 марта 1994 года в Сальске Ростовской области. Она старшая в семье — у неё две младшие сестры и брат. Отец — Ярослав Костенко, индивидуальный предприниматель; мать — Виктория Щербакова, психолог в начальной школе. Родители развелись, когда Костенко было пять лет. Она жила с матерью до поступления в 2009 году в Ставропольский краевой колледж искусств.

## Деятельность
Обладательница титулов «Мисс Очарование», «Мисс Весна 2012», «Донская Красавица 2012», «Ростовская Донская Красавица 2012» по версии журнала Woman.ru.
Работала в модельном агентстве «Имидж-Элит». Участвовала в Russian Fashion Week (показы в коллекциях у модельеров Екатерины Смолиной и Марии Цигаль). В 2013 году работала коммерческой моделью в Китае в пекинском агентстве «Modern Models», где была лицом компании платьев ручной работы «LAN YU».
По словам самой Костенко, она является победительницей конкурса «Miss All Nation 2013» в Монголии, но иных подтверждений этой информации нет; более того, согласно данным, опубликованным на сайте pageantopolis.com, в 2013 году конкурс «Miss All Nation» не проводился.
1 марта 2014 года по результатам итогового голосования Костенко была удостоена титула «2-я Вице-Мисс Россия-2014». В подарок получила конкурсный грант на обучение в любом из вузов мира.
После окончания конкурса «Мисс Россия 2014», получила среднее профессиональное образование в Ростовском колледже искусств по направлению «искусство балета». Затем получила высшее образование в РУДН на факультете филологии по направлению «журналистика».
С 20 ноября по 14 декабря 2014 года представляла Россию на конкурсе «Мисс Мира 2014» в Лондоне, в результате решения жюри вошла в Топ-25 (20 место).

## Личная жизнь
Замужем за футболистом Дмитрием Тарасовым. Есть две дочери — Милана (10 июля 2018) и Ева (5 февраля 2020), а также сыновья Алексей (29 октября 2021) и Ярослав (15 февраля 2024 г.)